# Đuro Macut

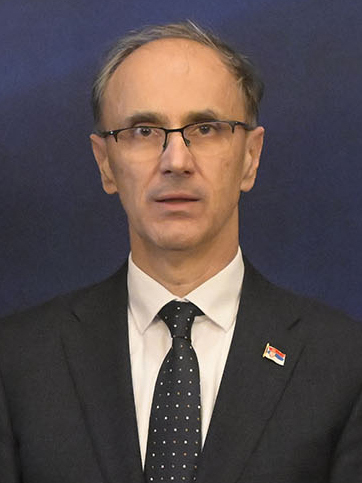
Đuro Macut (2025)

Đuro Macut (serbisch-kyrillisch Ђуро Мацут; * 22. November 1963 in Belgrad, SFR Jugoslawien) ist ein serbischer Endokrinologe und Politiker. Er ist seit April 2025 Ministerpräsident Serbiens.

## Leben

### Wissenschaftliche Laufbahn
Macut wurde 1999 an der Universität Belgrad zum Doktor der Medizin promoviert. Nach seinem Abschluss wurde er Endokrinologe und forschte in den Bereichen Stoffwechsel, neuroendokrine Tumoren und polyzystisches Ovar-Syndrom. Er absolvierte ein Postgraduiertenprogramm an den Universitätskliniken in Bologna, Uppsala und Oxford sowie ein Postgraduiertenprogramm in Reproduktionsmedizin an der Universität Genf und bei der Weltgesundheitsorganisation. 2013 wurde Macut Professor für Innere Medizin und Endokrinologie an der Universität Belgrad sowie Abteilungsleiter und stellvertretender Direktor der Klinik für Endokrinologie, Diabetes und Stoffwechselkrankheiten am Universitätsklinikum Serbiens in Belgrad. Zwischenzeitlich war er Gastprofessor an der Universität Athen und der Universität Skopje.
2019 reichte der Ehemann einer verstorbenen Patientin eine Strafanzeige gegen Macut und weitere Ärzte ein, da seiner Ansicht nach keine gesetzliche vorgeschriebene schriftliche Einwillung für eine riskante medizinische Intervention vorlag. Der Fall wurde dem Verfassungsgericht übergeben, das fünf Jahre später, zuletzt bei einer Sitzung im März 2025, weiterhin keine Entscheidung getroffen hat.

### Politische Laufbahn
Macut ist parteilos. Im Vorfeld der Parlamentswahlen von 2023 sprach er seine Unterstützung für die Serbische Fortschrittspartei von Präsident Aleksandar Vučić aus. Während der landesweiten Proteste 2024–2025 sprach er sich gegen diese aus. Am 6. April 2025 wurde Macut von Vučić mit der Regierungsbildung beauftragt, und am 16. April 2025 von der Nationalversammlung zum Ministerpräsidenten gewählt. Er führt das Kabinett Macut.

### Persönliches
Macut ist verheiratet und hat ein Kind. 2024 wurde ihm der Orden des Karađorđe-Sterns II. Klasse verliehen.